# ترنسرها ۲
ترنسرها ۲ (به انگلیسی: Trancers II) یا ترنسرها ۲: بازگشت جک دث (به انگلیسی: Trancers II: The Return of Jack Deth) فیلمی ویدئویی محصول سال ۱۹۹۱ و به کارگردانی چارلز بند است. در این فیلم بازیگرانی همچون تیم تامرسون، هلن هانت، مگان وارد، مارتین بسویک، جفری کمبس، ریچارد لینچ، باربارا کرامپتون و آلبرت هندرسون ایفای نقش کرده‌اند.